# Notopteridae
Notopteridae är en familj av fiskar som ingår i ordningen bentungeartade fiskar. Enligt Catalogue of Life omfattar familjen Notopteridae 10 arter. Det svenska trivialnamnet knivfiskar förekommer för familjen men som knivfisk betecknas även andra fiskar.
Arterna har en liten ryggfena (den saknas hos släktet Xenomystus) och en långsträckt analfena med en liten bröstfena framför. De blir upp till 80 cm långa och lever främst i sötvatten eller sällan i bräckt vatten.
I familjen förekommer, beroende på taxonomi, 8 till 10 arter som lever i två från varandra skilda utbredningsområden. Släktena Papyrocranus och Xenomystus hittas i västra och centrala Afrika medan Chitala och Notopterus lever i Indien och Sydostasien.
IUCN listar två arter av släktet Chitala som nära hotad (NT) och alla andra som livskraftig (LC).
De större arterna är värdefulla matfiskar, t. ex. den upp till 90 cm långa chitalan (Notopterus chitala) från tropiska Asien. Den högst 30 cm långa fällknivsfisken (Xenomystus nigri) från Västafrika används som akvariefisk. 
Kladogram enligt Catalogue of Life:
| Notopteridae | \| \| Chitala \| \| \| \| \| \| Notopterus \| \| \| \| \| \| Papyrocranus \| \| \| \| \| \| Xenomystus \| \| \| \| |
|              | \| \| Chitala \| \| \| \| \| \| Notopterus \| \| \| \| \| \| Papyrocranus \| \| \| \| \| \| Xenomystus \| \| \| \| |
|              | Arapaimidae |
|              | |
|              | Gymnarchidae |
|              | |
|              | Hiodontidae |
|              | |
|              | Mormyridae |
|              | |
|              | Osteoglossidae |
|              | |
|              | Pantodontidae |
|              | |
|              | Chitala |
|              | |
|              | Notopterus |
|              | |
|              | Papyrocranus |
|              | |
|              | Xenomystus |
|              | |

|  | Chitala      |
|  |              |
|  | Notopterus   |
|  |              |
|  | Papyrocranus |
|  |              |
|  | Xenomystus   |
|  |              |